# В баню!
«В баню!» — российская комедия 2024 года режиссёра Данилы Иванова, по его же сценарию.

## Сюжет
Иван Плотников — простой русский Ваня, доверчивый и долготерпеливый, чем все вокруг пользуются. Он прораб в строительной фирме, хороший семьянин, крепко любящий жену и сына.По просьбе хитрого напарника, который задерживает зарплату рабочим, бесхитростный Ваня оформляет на себя кредит, а его увольняют, и он остаётся без работы, но с миллионным долгом. Жена, уставшая от вечного безденежья и неумения мужа постоять за себя, в очередной раз устраивает ему скандал в духе «сколько это можно терпеть?». Обманутый, всеми брошенный и промокший до нитки Ваня идёт в городскую баню. В своих грустных думах он даже не замечает, что сидит в парилке дольше того времени, на которое способен обычный человек, пересиживая всех в «раскочегаренной» парной. Тут его и примечает местный полотёр, а в прошлом вице-чемпион СССР по банному спорту Игорь Викторович. Он пытается убедить Ваню в том, что у того редкий талант и что ему нужно участвовать в банном соревновании. Ване не до игр, но на кону выигрыш в миллион рублей. А терпеть он умеет, и приступает к тренировкам.

## В ролях
- Михаил Тройник — Иван Плотников
- Юрий Ицков — Игорь Викторович, тренер по банному мастерству
- Юля Александрова — жена Ивана
- Фёдор Лавров — Владимир Щеглов
- Артём Кисаков — Данко
- Егор Бакулин — Батыр
- Вадим Бадмацыренов — Бальжинима Капчинов
- Рафаэль Хисматулин — Азамат Закиров, тренер
- Вячеслав Соловьёв — Рагим Арсангириев, тренер
- Тимур Ахмедов — отец Данко
- Ранис Ахметгареев — Искандер
- Ольга Бовыкина — Галина, жена сибиряка
- Сергей Лешуков — Олег
- Павел Волков — Паша
- Надежда Пигина — главврач
- Александра Степанова — медсестра
- Владимир Вержбицкий — парильщик
- Павел Нагай — парильщик

## Съёмки
Съёмки велись в Санкт-Петербурге и общественной бане в городе Пушкин.

## Прокат
Фильм вышел в прокат 7 ноября 2024 года.

## Критика
Фильм «В баню!» — несомненная удача. Секрет успеха картины — то, что она сделана по схеме боевика всех времен и народов «Рокки»… «В баню!» — калька с американских боевиков, к которым приучен весь мир, но сделана она в пародийно-юмористической форме и работает. Зритель наблюдает, как старик-уборщик городской публичной бани тренирует неудачника-прораба и как тот выходит в финал Банного чемпионата… И переживает за Ваню изо всех сил.— Сусанна Альперина, «Российская газета»

Картину можно назвать одним из самых душевных российских спортивных фильмов за последние годы. «В баню!» получился смешным, теплым и увлекательным зрелищем … И хоть фильм в первую очередь позиционируют как добрую семейную комедию (и это, безусловно, так), это еще и классное спортивное кино. Признаться, превратить на экране далеко не самый зрелищный спорт в напряженную борьбу — дело непростое. Нужно обладать пламенным убеждением и пылким воображением, чтобы сделать это интересно.— Богдан Ларин, «Спорт-Экспресс»

## Рецензии
- Богдан Ларин — Согревающее кино: обзор фильма «В баню!» с Михаилом Тройником // Спорт-Экспресс, 6 ноября 2024
- Сусанна Альперина — В прокат вышел новый фильм о русском мужике, привыкшем терпеть // Российская газета — Неделя — Федеральный выпуск: № 258(9500) от 12 ноября 2024
- Наталия Григорьева — Ваня идет «В баню!». Михаил Тройник парится ради семьи и одного миллиона // Независимая газета, 5 ноября 2024
- Алексей Литовченко — «В баню!»: Русский Рокки долготерпит // КиноРепортёр, 9 ноября 2024